# 吳國敬
吳國敬（Eddie Ng Kwok King，1965年6月7日—），花名「大頭敬」，香港男歌手、作曲人、演員。他曾經與范振鋒、李思欣、麥長青等人在大坑銅鑼灣道開設西式海鮮餐廳「Groovy Bar & Grill」(2016)。此前他曾經在2005年與友人合資在蘭桂坊昌隆大廈開設「i Club & Restaurant」。另外，他是香港明星足球隊的成員之一。

## 背景
吳國敬為德信學校（在校時與藝人張衛健為同學）、皇仁書院、李求恩紀念中學舊生，曾參加1985年無綫電視及華星唱片合辦的新秀歌唱大賽，可惜落選。但於1986年簽約法安利製作公司負責人趙潤勤為經紀人，並獲唱片監製李振權賞識而加入百代唱片，1987年6月推出首張唱片《玩火》，就開始漸露頭角，之後奠定吳國敬在香港樂壇的地位。到了1990年代初期，吳國敬處於事業高峰期，他以《我說過要你快樂》一曲，奪得不少獎項，而專輯《Gemini Dream》銷量達到白金數字，是他唯一一張銷量最理想的專輯，1993年與EMI滿約後轉到星光唱片，轉投新唱片公司推出首張專輯《想飛》，口碑不俗。由於星光出現人事變動，使吳國敬的音樂事業出現停滯不前，所以他在星光唱片只推出兩張專輯。
離開星光後，他學習作曲和作詞，1998年加入正東唱片，推出了《吳國敬的主題曲》和《吳國敬的主題曲2》，由於正東出現人事變動，令他再度淡出幕前，直接影響他轉向幕後發展成為契機，更為其他歌手作曲聲名大噪，分別蘇永康《越吻越傷心》、鄭秀文《親密關係》、許志安《真心真意》、陳慧琳《對你太在乎》、張學友《我應該》、張柏芝《任何天氣》、陳慧嫻《甚麼都想要》、盧巧音《代你發夢》、趙學而《意氣用事》、郭富城《誰能代替你》、吳奇隆《你不識愛我》、衛蘭《愛在天地動搖時》等等，更為自己寫下作品《其實我深深愛著你》，更成為他的代表作，成為街知巷聞的金曲 , 不可忽略的作曲家。2003年開始甚少露面，但有時會在公開活動出現，2009年加入香港星跨媒體有限公司再戰樂壇。2015年，入行30年的吳國敬與太陽娛樂文化於4月4日及5日假紅館舉行人生首個作品展「敬‧愛音樂吳國敬30載作品展音樂會」。

## 音樂創作

### 原創歌曲
| 1988年                                       |
| 舊照片                                       |
| 酒會 （與雷有暉合作）                        |
| 1989年                                       |
| 遊戲制度                                     |
| 1990年                                       |
| Rock & Roll City                             |
| 天知地知 （無線電視劇集《優皮幹探》主題曲 ） |
| 是否                                         |
| 星的軟禁                                     |
| 今生今世 （與孫偉明合作）                    |
| 奇蹟                                         |
| 天漏                                         |
| 共渡一生                                     |
| 1992年                                       |
| 海                                           |
| 這吻以後                                     |
| 1995年                                       |
| Tell Me Now What Should I Do                 |
| 命運玩家                                     |
| 1999年                                       |
| 其實我深深愛著你                             |
| 理想結婚                                     |
| 只有你肯給我認真 （與黃尚偉合作）            |
| 2001年                                       |
| 理想年代                                     |
| 我們有一整夜                                 |
| 你沒有忘記                                   |
| 2015年                                       |
| 你卻叫我更快樂                               |
| 2016年                                       |
| 撐起                                         |

### 對外作品
1992年
| - 張立基 - 願我未愛過（曲） - 戰夢 -1992香港電影蠍子戰士 主題曲 作曲林敏怡 作詞潘源良 主唱吳國敬 |

1993年
| - 王菲 - 夜半醉（曲） |

1996年
| - 吳奇隆 - 找我（監） - 吳奇隆 - 如明日有幸再見（曲、監） - 吳奇隆 - 洗腦（曲、監） - 吳奇隆 - 如果明天能再相聚（國）（曲、監） | - 李克勤 - 一知半解（曲） - 陳建穎 - 始終如一 - 陳建穎 - 美麗的錯誤 - 陳慧琳 - 私人時間 |

1997年
| - 古巨基 - 阿當．夏娃 - 古巨基 - 西部之醉（曲、編） - 吳奇隆 - 你讓我非常難過（國） - 李克勤 - 菜湯（曲） - 張智霖 - 一生豪情一次（與張智霖合作） - 許志安 - 愛人朋友 - 郭富城 - 戰場上的快樂聖誕 - 趙學而 - 有效日期 | - 趙學而 - Take Two - 鄭秀文 - 我們的主題曲 - 鄭秀文 - 親密關係 - 蔡立兒 - 男人眼淚 - 黎瑞恩 - 自卑 - 譚耀文 - Close to Your Heart - 譚耀文 - Say Goodbye - 蘇永康 - 請將音量收細（曲） |

1998年
| - 胡諾言 - 戀愛是「二人前」 - 梁漢文 - 聽說你愛我 - 許志安 - 真心真意（曲、編） - 許志安 - 真心真意（國）（曲、編） - 郭富城 - 不敢相信愛 - 彭家麗 - 我喜歡讓自己與眾不同 - 彭家麗 - 寂寞的伸展台 | - 鄭伊健 - 舊店舖 - 鄭秀文 - 哭泣遊戲 - 鄭秀文 - 理想對象 - 譚耀文 - 運氣（曲、編、監） - 蘇永康 - 我為你傷心（國） - 蘇永康 - 越吻越傷心 |

1999年
| - 吳奇隆 - 你不識愛我 - 吳奇隆 - 其實我深深愛著你（國） - 張學友 - 我應該（曲） - 張柏芝 - 任何天氣 - 張柏芝、高雪嵐 - 男人這東西 - 梁漢文 - 三分鐘（與Adrian Chan合作） - 許志安 - 帶你看風景 - 許志安 - I'd Really Love You To Stay - 郭富城 - 誰能代替你 - 陳慧琳 - 對你太在乎 - 陳慧琳 - 對你太在乎（國） | - 陳慧琳 - 快樂情人 - 陳慧嫻 - 甚麼都想要 - 陳慧嫻 - 長情 - 陳慧嫻 - 我也有懦弱的時候（國） - 趙學而 - 意氣用事 - 鄭秀文 - 懶理（與蔡一智合作） - 鄭秀文 - 寵物（與黃尚偉合作） - 鄭秀文 - 月亮星座 - 胡諾言 - 愛玩火 - 蘇志威、劉小慧 - 愛得小心 |

2000年
| - 小 雪 - 有你是榮幸 - 小 雪 - 未相信（與雷有暉合作） - 小 雪 - 離開的你（國） - 林漢洋 - 怪你（曲、編、監） - 張柏芝 - 喂 - 梅艷芳 - 童夢失魂夜 - 許志安 - 直覺 - 許志安 - 好男不與女鬥 - 許志安 - 這樣那樣（曲、編、監） - 許志安 - 借你耳朵說愛你（曲、監） - 陳奕迅 - 吹微風 | - 陳慧琳 - 我沒有忘記 - 陳曉東 - 另一半 - 陳曉東 - 天亮說晚安（國） - 鄭秀文 - 地下室 - 盧巧音 - 代你發夢 - 謝霆鋒 - 對牛彈琴 - 謝霆鋒 - 最後審判 - 蘇永康 - 愛我多一天（曲、編） |

2001年
| - 林保怡 - 驚天震地 - 高晨維 - 梳化 - 許志安 - 遊花園（曲、監） - 許志安 - 情話太毒（國） - 蘇永康 - 密雲（間中有雨）（曲） |

2002年
| - 許志安 - 搖籃（曲、編、監） - 陳見飛 - 小意外 - 陳奕迅 - 男人的錯 - 陳慧琳 - 好心害了你 - 劉德華、張衛健 - 高高在下 | - 劉德華、張衛健 - 高高在下（國） - 戴辛尉 - 心領 - 謝霆鋒 - 羅生門 - 蘇永康 - 搏擊會 |

2003年
| - 張衛健 - 大獎 - 張衛健 - 不是你的錯（國） - 張衛健、蘇永康 - 真有你的 (國) - 陳奕迅 - 猜情尋（曲、編、監，與孫偉明合作） - 蘇永康 - 老死 - 吳展濠 - 應該要爭氣 |

2004年
| - 陳慧琳 - 對不起不是你（與孫偉明合作） - 陳慧琳 - 不要說抱歉（國）（與孫偉明合作） - 陳慧琳 - 輻射（與唐奕聰合作） - 陳慧琳 - 以退為進 | - 劉浩龍 - 舊人 - 劉浩龍 - To Robbie |

2006年
| - 群 星 - 奧運北京 |

2007年
| - 裕 美 - 聖火狂熱 |

2008年
| - 張衛健 - 誰是兇手 (國) - 張衛健 - 小草與玫瑰 (國) - 賈曉晨 - 花貓變身豹 |

2009年
| - 梁漢文 - 躁 |

2010年
| - 衛蘭 - 愛在天地動搖時（曲） |

2012年
| - 亢帥克 - 真面目 - 古卓文 - 無力感 - 衛 蘭 - 我們的故事 |

2013年
| - Man's Icon - 有理無理 - 梁漢文 - Di Ga Day |

2015年
| - BOP天堂鳥 - 說天說地（曲、監） |

2016年
| - 陳慧琳 - 愛到猝死（與孫偉明合作） |

2018年
| - 潘伯仲 - 一個獨唱的理由 |

### 個人專輯
| 專輯 # | 專輯名稱               | 專輯類型          | 發行公司              | 發行日期      | 曲目 |
| ------ | ---------------------- | ----------------- | --------------------- | ------------- | --- |
| 1st    | 玩火                   | EP                | 百代唱片              | 1987年6月     | 曲目 1. 玩火 2. Tum Up the Radio 3. 心的變改 4. 潛逃 |
| 2nd    | 吳國敬                 | 大碟              | 百代唱片              | 1988年3月28日 | 曲目 1. 噴火 2. 酒店大堂 3. 惡夢 4. 控訴 5. 未說的一句話 6. 玩火 7. Dedication 8. 想你 9. 不想知 10. 心的改變 11. 分手 |
| 3rd    | 燃燒                   | 大碟              | 百代唱片              | 1988年12月    | 曲目 1. 純真消逝 2. 講一套 3. 困獸 4. 舊照片 5. 開創 6. 八月雪 7. 不知不覺 8. 多一次 9. 酒會 10. 回頭 |
| 4th    | 困獸 (Animal Mix)      | EP                | 百代唱片              | 1989年9月     | 曲目 1. 困獸（Animal Mix） 2. 玩火（Fire Mix） 3. 酒店大堂 4. 心的變改 |
| 5th    | 搖搖這東西             | 大碟              | 百代唱片              | 1989年9月     | 曲目 1. 心病 2. 直接對話 3. 從不知會這般辛苦 4. 搖搖這東西 5. 遊戲制度 6. 對話 7. 在那遙遠的地方 8. 夏夜 9. 不可再相愛 |
| 6th    | 聚．別                 | 大碟              | 百代唱片              | 1990年7月     | 曲目 1. 聚 2. 太陽下 3. 曾相識 4. 是否 5. 星的軟禁 6. Don't Say Goodbye 7. 天知地知 8. 今生今世 9. 奇蹟 10. 天漏 11. 別 |
| 7th    | 再造吳國敬精選         | 新曲+精選         | 百代唱片              | 1990年12月    | 曲目 1. Rock & Roll City 2. 心病 3. 星的軟禁 4. 玩火 5. 困獸 6. 是否 7. 遊戲制度 8. 純真逍逝 9. 想你 10. Dedication 11. 酒店大堂 12. 共渡一生 |
| 8th    | Gemini Dream           | 大碟              | 百代唱片              | 1992年1月     | 曲目 1. 海 2. 少壯應努力 3. Nancy 4. 迷離戀 5. 快些 6. 這吻以後 7. 劃上傷痕時 8. 我說過要你快樂 9. 睡蓮 10. 不懂得 11. 黑白世界 |
| 9th    | 想飛                   | 大碟              | 星光唱片              | 1993年7月     | 曲目 1. 人生 2. 聊齋－醉 3. 我愛您每一日 4. 想飛 5. 謎底 6. Julia 7. 愛你是我一生中理想 8. 觸電（莫文蔚合唱） 9. 夢仙 10. 偶然記起 |
| 10th   | 我願等                 | 大碟              | 星光唱片              | 1995年1月     | 曲目 1. 玩意 2. 等你的我 3. 我願等 4. 一個下晝 5. Tell Me Now What Should I Do 6. 起舞... 7. 沒有想到的一個人 8. 那年那天 9. 大家靜一靜 10. 命運玩家 11. 起舞...II 12. 大家靜一靜（特別版） |
| 11th   | 吳國敬的主題曲         | 新曲+翻唱大碟     | 正東唱片              | 1999年5月11日 | 曲目 1. 其實我深深愛著你（鄧建明、唐奕聰合唱） 2. 帶你看風景 3. 愛你是我一生中理想（1999） 4. 只有你肯給我認真 5. 我們的主題曲 6. 真心真意（許志安合唱） 7. 理想對像 8. 理想結婚 9. 哭泣遊戲 10. 戰場上的快樂聖誕 11. 越吻越傷心（蘇永康合唱） 12. 其實我深深愛著你 13. Take Two |
| 12th   | 吳國敬 & Friends演唱會 | 演唱會大碟        | 正東唱片              | 1999年7月8日  | 曲目 Disc 1 1. 我們的主題曲 2. 玩火 3. 困獸 4. 哭泣遊戲 5. 對你太在乎（陳慧珊合唱） 6. Colour Of The Wind（陳慧珊） 7. 愛你 8. 真心真意（許志安合唱） 9. 完完全全為你（許志安） 10. 帶你看風景 11. Nancy 12. 讓一切隨風（鍾鎮濤合唱） Disc 2 1. 故事繼續（鍾鎮濤） 2. I Don't Want To Miss A Thing（鍾鎮濤） 3. 愛你是我一生中理想 4. 酒店大堂 5. 想你 6. 越吻越傷心（蘇永康合唱） 7. 是否（蘇永康合唱） 8. 其實我深深愛著你（鄧建明、唐奕聰合唱） 9. 只有你肯給我認真 10. 我說過要你快樂 11. 星的軟禁 12. 越吻越傷心 |
| 13th   | 吳國敬的主題曲Vol. 2   | 新曲+作品集       | 正東唱片              | 2001年4月1日  | 曲目 1. 理想年代 2. 我們有一整夜 3. 你沒有忘記 4. 這樣那樣（許志安） 5. 我沒有忘記（陳慧琳） 6. 愛我多一天（蘇永康） 7. 好男不與女鬥（許志安） 8. 快樂情人（陳慧琳） 9. 什麼都想要（陳慧嫻） 10. 直覺（許志安） 11. 任何天氣（張柏芝） 12. 對你太在乎（陳慧琳） 13. 你不識愛我（吳奇隆） |
| 14th   | Amplitude              | 新曲+翻唱作品大碟 | 創富文化集團 博美娛樂 | 2016年12月2日 | 曲目 1. 好男不與女鬥 2. 誰能代替你 3. 越吻越傷心（2016 Version） 4. 深深沖印（一小時沖印+其實我深深愛著你/與梁漢文合唱） 5. 我應該 6. 真心真意 7. 大獎 8. 撐起 9. 對你太在乎 10. 我說過要你快樂（2016 Version） |
| 15th   | Amplitude Vol. 2       | 新曲+翻唱作品大碟 | 創富文化集團 博美娛樂 | 2017年        | 曲目 1. 你卻叫我更快樂 2. 阿當.夏娃 3. 你是我的心上人 |

### 派台歌曲成績
| 派台歌曲四台上榜最高位置 | 派台歌曲四台上榜最高位置 | 派台歌曲四台上榜最高位置 | 派台歌曲四台上榜最高位置 | 派台歌曲四台上榜最高位置 | 派台歌曲四台上榜最高位置 | 派台歌曲四台上榜最高位置                                              |
| ------------------------ | ------------------------ | ------------------------ | ------------------------ | ------------------------ | ------------------------ | --------------------------------------------------------------------- |
| 唱片                     | 歌曲                     | 903                      | RTHK                     | 997                      | TVB                      | 備註                                                                  |
| 1987年                   |                          |                          |                          |                          |                          |                                                                       |
| 玩火                     | 玩火                     |                          | 7                        |                          | -                        | OT：Bon Jovi（页面存档备份，存于） ~ You Give Love A Bad Name         |
| 1988年                   |                          |                          |                          |                          |                          |                                                                       |
| 吳國敬                   | 噴火                     |                          | /                        |                          | -                        | OT：The Power Station（页面存档备份，存于） ~ Get It On (Bang A Gong) |
| 吳國敬                   | 酒店大堂                 | 8                        | 3                        |                          | 4                        |                                                                       |
| 吳國敬                   | Dedication               | 9                        | 9                        |                          | 8                        |                                                                       |
| 燃燒                     | 純真消逝                 | 8                        | 3                        |                          | 9                        | OT：David Foster（页面存档备份，存于） ~ Who's Gonna Love You Tonight |
| 燃燒                     | 八月雪                   | 17                       | /                        |                          | -                        |                                                                       |
| 1989年                   |                          |                          |                          |                          |                          |                                                                       |
| 燃燒                     | 困獸                     | 7                        | /                        |                          | 5                        | OT：Vixen（页面存档备份，存于） ~ Edge of a Broken Heart              |
| 搖搖這東西               | 在那遙遠的地方           | 7                        | -                        |                          | -                        |                                                                       |
| 搖搖這東西               | 遊戲制度                 | 3                        | 10                       |                          | /                        |                                                                       |
| 搖搖這東西               | 心病                     | 4                        | 6                        |                          | 1                        |                                                                       |
| 搖搖這東西               | 搖搖這東西               | 19                       | -                        |                          | -                        | OT：Bonnie Tyler（页面存档备份，存于） ~ Hide Your Heart              |
| 1990年                   |                          |                          |                          |                          |                          |                                                                       |
| 聚．別                   | 天知地知                 | 3                        | 1                        |                          | /                        | T.V.B.劇集《優皮幹探》主題曲                                          |
| 聚．別                   | 是否                     | 6                        | 1                        |                          | /                        |                                                                       |
| 聚．別                   | 星的軟禁                 | 25                       | -                        |                          | -                        |                                                                       |
| 聚．別                   | 曾相識                   | 14                       | -                        |                          | 8                        |                                                                       |
| 再造吳國敬精選           | 想你                     | 18                       | -                        |                          | /                        |                                                                       |
| 再造吳國敬精選           | Rock 'N Roll City        | 3                        | 3                        |                          | /                        |                                                                       |
| 1991年                   |                          |                          |                          |                          |                          |                                                                       |
| 再造吳國敬精選           | 共渡一生                 | 22                       | -                        |                          | 9                        |                                                                       |
| Gemini Dream             | 我說過要你快樂           | (1)                      | 1                        |                          | 3                        |                                                                       |
| 1992年                   |                          |                          |                          |                          |                          |                                                                       |
| Gemini Dream             | Nancy                    | 11                       | 8                        |                          | /                        |                                                                       |
| Gemini Dream             | 睡蓮                     | 15                       | -                        |                          | 10                       |                                                                       |
| 1993年                   |                          |                          |                          |                          |                          |                                                                       |
| 想飛                     | 想飛                     | 3                        | 5                        | /                        | /                        |                                                                       |
| 想飛                     | 愛你是我一生中理想       | 6                        | 7                        | /                        | /                        |                                                                       |
| 1994年                   |                          |                          |                          |                          |                          |                                                                       |
| 我願等                   | 玩意                     | 29                       | -                        | /                        | /                        |                                                                       |
| 1995年                   |                          |                          |                          |                          |                          |                                                                       |
| 我願等                   | 等你的我                 | 22                       | -                        | /                        | /                        |                                                                       |
| 我願等                   | 大家靜一靜               | 27                       | -                        | /                        | /                        |                                                                       |
| 1999年                   |                          |                          |                          |                          |                          |                                                                       |
| 吳國敬的主題曲           | 其實我深深愛著你         | 6                        | 3                        | /                        | /                        |                                                                       |
| 吳國敬的主題曲           | 帶你看風景               | 13                       | 13                       | /                        | /                        | 翻唱為許志安創作作品                                                  |
|                          | 沒事人                   | 3                        | -                        | /                        | /                        |                                                                       |
| 2000年                   |                          |                          |                          |                          |                          |                                                                       |
| 吳國敬的主題曲 Vol.2     | 理想年代                 | 20                       | -                        | -                        | -                        |                                                                       |
| 2003年                   |                          |                          |                          |                          |                          |                                                                       |
| 笑下去                   | 老死（合唱版）           | -                        | -                        | 6                        | -                        | 與蘇永康合唱                                                          |
| 2009年                   |                          |                          |                          |                          |                          |                                                                       |
|                          | 阿當.夏娃                | -                        | 12                       | -                        | -                        | 翻唱為古巨基創作作品                                                  |
| 2015年                   |                          |                          |                          |                          |                          |                                                                       |
|                          | 你卻叫我更快樂           | -                        | -                        | -                        | -                        |                                                                       |
| 2016年                   |                          |                          |                          |                          |                          |                                                                       |
| Amplitude                | 好男不與女鬥             | -                        | -                        | -                        | -                        | 翻唱為許志安創作作品                                                  |
| Amplitude                | 深深沖印                 | -                        | -                        | 9                        | -                        | 與梁漢文合唱                                                          |
| Amplitude                | 真心真意                 | -                        | -                        | -                        | -                        | 翻唱為許志安創作作品                                                  |
| 2017年                   |                          |                          |                          |                          |                          |                                                                       |
| Amplitude                | 撐起                     | -                        | -                        | -                        | -                        |                                                                       |

| 各台冠軍歌總數 | 各台冠軍歌總數 | 各台冠軍歌總數 | 各台冠軍歌總數 | 各台冠軍歌總數    |
| -------------- | -------------- | -------------- | -------------- | ----------------- |
| 903            | RTHK           | 997            | TVB            | 備註              |
| 1              | 3              | 1              | 1              | 四台冠軍歌總數：0 |

## 演出

### 電視劇

#### 無綫電視
| 首播   | 節目名稱       | 角色   | 備註           |
| 1986年 | 城市故事       |        |                |
| 1988年 | 鬥氣一族       | Sandy  |                |
| 1990年 | 優皮幹探       | 劉文彥 |                |
| 1991年 | 幹探群英       | Paul   | 單元：城市煞星 |
| 1992年 | 壹號皇庭       | 鄧偉聰 | 單元：死刑     |
| 1994年 | 壹號皇庭III    | 朱家康 |                |
| 1994年 | 異度凶情       | 古友友 |                |
| 1994年 | 婚姻物語       |        |                |
| 1994年 | 驚心都市       | 許偉文 |                |
| 2008年 | 盛裝舞步愛作戰 | 吳國敬 |                |

#### 八大電視
| 首播   | 節目名稱       | 角色   | 備註 |
| 2002年 | 齊天大聖孫悟空 | 橫財神 |      |

#### 其他
- 完全學生手冊 （1999，香港電台）
- IT檔案 （1999，香港電台）
- 一屋住家人 （2011，香港電台）

### 電視節目

#### 亞洲電視
- 亞洲星光大道 評判 (2009)
- 亞洲星光大道2 評判 (2010)
- 亞洲星光大道3 評判 (2010)
- 马来西亚【非常好声】嘉宾評判 (2012)

#### 無綫電視
- 永安旅遊話你知：點解澳洲咁好玩 主持（1993）
- 超級無敵獎門人 嘉賓（1996）
- 超級無敵獎門人之再戰江湖 嘉賓（1997）
- 天下無敵獎門人 嘉賓（1999）
- 宇宙無敵獎門人 嘉賓（2001）
- 名曲滿天星 嘉賓（2001）
- 吾係獎門人 嘉賓（2002）
- 繼續無敵獎門人 嘉賓（2004）
- 百法百眾 嘉賓（2005）
- 鐵甲無敵獎門人 嘉賓（2008）
- 美女廚房 嘉賓（2009）
- 星星同學會 嘉賓（2009）
- 勁歌金曲 嘉賓（2013）
- 今日VIP 嘉賓（2013 4月4日）
- 超級無敵獎門人 終極篇 嘉賓（2013）
- 兄弟幫 嘉賓（2014）
- Music Café 嘉賓（2015）
- 東張西望（2015）
- Sunday靚聲王 嘉賓（2015）
- 夜宵磨 嘉賓（2015）
- J2靚聲王 嘉賓（2016）
- 我愛香港 嘉賓（2016）
- 流行經典50年 嘉賓（2017）

#### 其他
- 煮角 嘉賓（2011，now寬頻電視）

### 電影
- 但願人長久（1989）
- 藍江傳之反飛組風雲 (1992) 飾Sam周
- 表姐，妳好嘢！3之大人駕到 (1992)
- "細佬"識講嘢!（1992）
- 超級女警（1992）
- 霓虹光管高高掛之女子公寓  (1994)
- 信有明天 (1995)
- 馬路英雄2非法賽車 (1995)
- 生死戀 (1998)
- 沒有你沒有我（2000）
- 矮仔多情 (2009)

### 音樂錄像
- 2015年：范振鋒〈膊頭〉

### 其他
- 第四屆十大電視廣告頒獎典禮 嘉賓
- 遵理學校卡拉OK嘉年華2012 評判

### 獎項資料
- 1994年：第6屆CASH流行曲創作大賽亞軍（獲獎及創作歌曲《徹底》，與黃丹儀共同創作）
- 1998年：四台聯頒傳媒大獎─作曲家
- 1998年：第二十一屈十大中文金曲：作曲獎《越吻越傷心》、《親密關係》
- 1999年：第二十二屆十大中文金曲：作曲奬《真心真意》、《對你太在乎》

## 軼聞
- 《越吻越傷心》一曲讓吳國敬再度走紅，他訪問闡述，原來首歌是由粵曲演變出來而成的，再來起初找來李蕙敏、梅艷芳、何超儀、陳奕迅、許志安和鄭秀文等人，但他們都先後拒絕演唱，最後才找到蘇永康主唱。
- 吳國敬未轉型為音樂人前，曾跟不少殿堂級搖滾樂手合作，已知常配樂手包括周啟生、唐奕聰、孫偉明、黃尚偉、Donald Ashley、Johnny Boy、陳偉強、林志宏、江港生、鄧建明、Peter Ng、包以正。
- 在電影《國產凌凌漆》中，角色「凌凌漆」（由周星馳飾演）在任務中途彈奏鋼琴和唱出《李香蘭》一曲，該歌曲由吳國敬代唱。
- 吳國敬曾在無綫電視的節目中提過，他本來屬意由梅艷芳唱出其所創作的歌曲《越吻越傷心》。不過她聽完這首歌後沒有太大興趣。到後來他改動過這首歌的編曲之後，就由蘇永康唱出。而此曲當年為蘇永康奪得不少獎項。吳國敬亦獲得「四台聯頒傳媒大獎」。
- 吳國敬最初對創作歌曲一竅不通，既不懂任何樂器，也不會看樂譜。後來向朋友借錢買電腦和鋼琴，再慢慢學習嘗試寫歌，最後成功轉型做幕後音樂創作人。[1]
- 1990年，EMI打算力捧吳國敬，但是當時他的母親在美國不幸車禍身亡。他在美國奔喪後回來，前後花了十年時間才能放鬆一點，接受最疼愛的母親離世的事實。吳國敬的母親離世後沒多久，他的父親患上腦退化症。直至1997年，父親在美國病逝。當年他沒有足夠的錢可以奔喪，於是好友張衛健協助他度過難關。[2]
- 2010年12月20日，他在將軍澳小坑口村的住所涉嫌持刀恐嚇鄰居被警方拘捕。事件發生後，他表示要特別感謝三個人不斷的支持。該三人為肥媽、Big Four以及黎明。吳國敬最終被判守行為9個月，無須留案底。[3]
- 吳國敬轉為幕後創作人後，他的第一首歌是寫給李克勤的《一知半解》。[4]據他表示，該年代一首歌的價值為六千元。
- 吳國敬是澳門賽馬會會員，並成為馬主，代表馬為麥包之星及地產之星。
- 吳國敬養有一隻雌性金毛尋回犬，名為金金，並曾經一同出席有線電視節目《寵物狗救星》。[5]